# Via de' Tornabuoni
Via de' Tornabuoni, o Via Tornabuoni, è una lussuosa via del centro storico di Firenze che va da piazza Antinori al ponte Santa Trinita, attraversando piazza Santa Trinita.

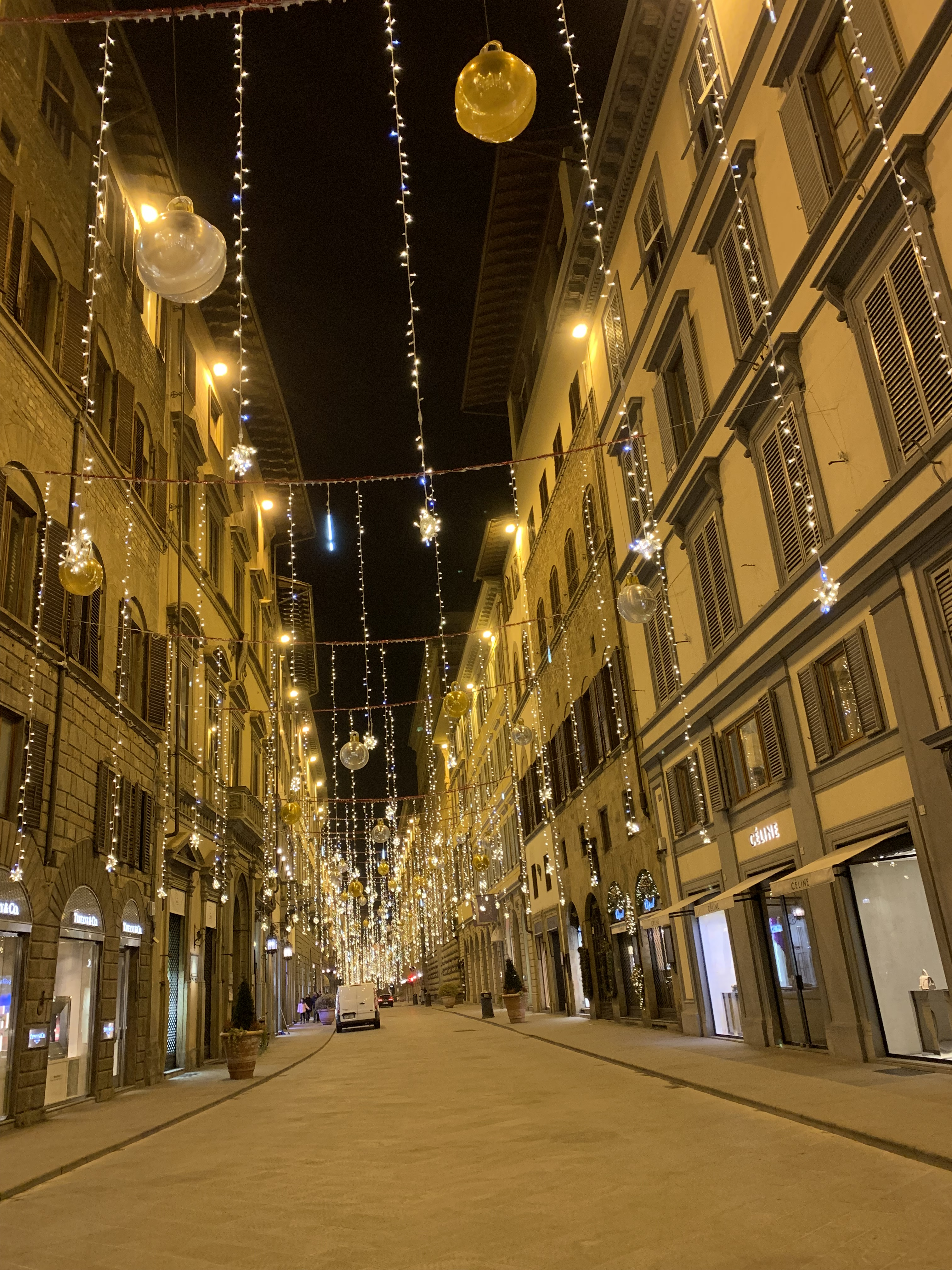
Via de' Tornabuoni di sera

È una strada fra le più eleganti di Firenze fin dal Rinascimento quando fu oggetto di un processo di profonda trasformazione con la realizzazione di numerosi palazzi nobiliari che occupano entrambi i fronti stradali. Oggi si caratterizza per la presenza delle migliori boutique di stilisti di alta moda quali Gucci, Salvatore Ferragamo, Enrico Coveri, Roberto Cavalli, Emilio Pucci e altri; e di gioielleria come Tiffany, Damiani, Bulgari, Buccellati e Pomellato.

## Storia

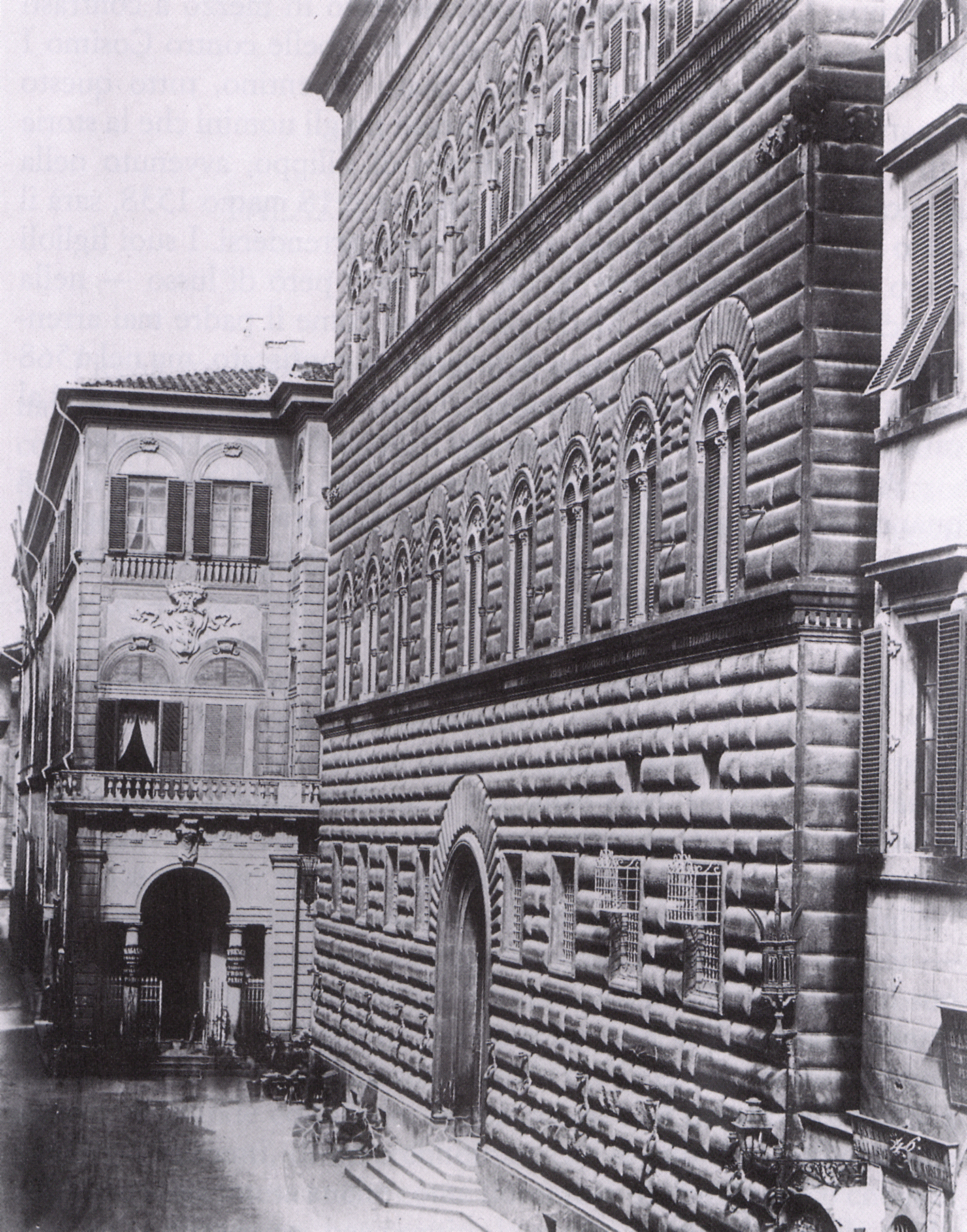
La via prima del 1857, con la loggetta del Cigoli ancora a ridosso di Palazzo Strozzi

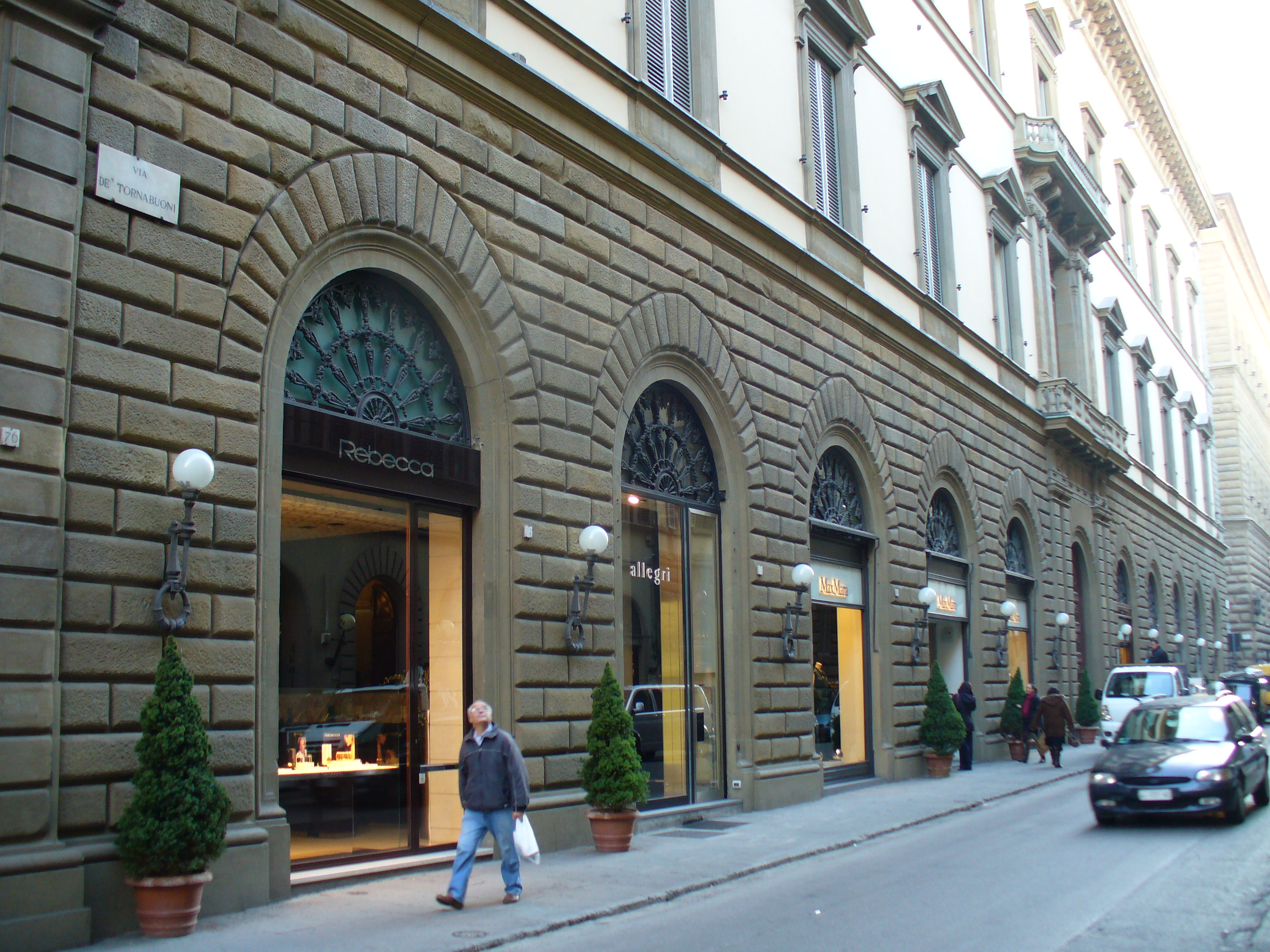
Via de' Tornabuoni

Anticamente vi passavano le mura romane e in epoca matildina lungo l'attuale strada correva il letto del Mugnone. Nei pressi dell'attuale Palazzo Strozzi si trovava la Porta di Brancazio, storpiatura di "San Pancrazio", che sbucava su un ponte per collegarsi all'odierna via del Parione. Con l'ampliamento delle mura del XII secolo, il fiumiciattolo venne deviato passando in via de' Fossi, interrando l'alveo del vecchio letto e ampliando la strada che già esisteva lungo il corso. La via, inclusa quindi nelle nuove mura, ebbe più nomi: via dei Legnaiuoli(1847), per l'Arte dei Legnaioli nella zona, e via dei Belli Sporti, per la vocazione scenografica che sin dall'antico contraddistingueva la via. Sin dal XIII secolo la via era stata infatti interessata dalla costruzione di edifici residenziali, torri e logge, con una densità più fitta tra via Strozzi e piazza Antinori, dove la strada era più stretta che nel tratto verso l'Arno. I due estremi della via erano segnati da architetture religiose: l'antica chiesa di San Michele in Betelde, forse di origine longobarda, e l'abbazia vallombrosana di Santa Trinita, del XIII secolo, sorta sul sito di una primitiva chiesetta dedicata a Santa Maria dello Spasimo.
Nel Trecento la strada era già dotata di palazzi di dimensioni notevolmente superiori all'architettura allora dominata da case-torri ed abitazioni piccole: spiccavano il palazzo Spini-Feroni, la torre dei Gianfigliazzi e il palazzo Cambi-Del Nero nelle loro versioni antiche, prima delle trasformazioni successive. Nel Quattrocento il Rinascimento arrivò con la costruzione di palazzo Antinori, palazzo Tornabuoni (di Michelozzo), che dà il nome alla via, e con l'enorme palazzo Strozzi, che consolidò il ruolo di via Tornabuoni a luogo nobile e di rappresentanza.
Il periodo d'oro della strada iniziò in epoca Granducale, quando vi passavano i cortei di carrozze, che da palazzo Pitti imbucavano via Maggio e il ponte Santa Trinita. Nel 1565 venne innalzata la colonna in granito che ancora oggi contraddistingue la veduta prospettica della via.
Vi si tenevano regolarmente parate, cortei e giochi di piazza, come le corse di cavalli, le partite di pallone col bracciale (antenato del tennis) o di calcio in costume (talvolta), oppure il Torneo dell'Anello, gara per arcieri a far passare una freccia entro un anello sospeso in mezzo alla via. Al Seicento risalgono le facciate di palazzo Giaconi e del palazzo della Commenda da Castiglione, mentre venne eretto ex novo il palazzo Viviani della Robbia e la loggia di palazzo Tornabuoni su progetto di Ludovico Cigoli. Venne inoltre rifatta la facciata di Santa Trinita e si iniziò la ricostruzione della chiesa di San Michele in forme monumentali, dedicandola a San Gaetano dei Teatini. Nel Settecento venne rifatto il secondo Palazzo Tornabuoni in gusto arcaico, mentre il neoclassicismo vide la ristrutturazione della facciata di palazzo Gherardi-Uguccioni e altri. In quell'epoca, con la creazione dei lungarni, venne sacrificata la torre degli Spini e il pittoresco ma malconcio arco dei Pizzicotti, posti tra il fiume e palazzo Spinti-Feroni.
In quel periodo vennero tagliate le panche di via di palazzo Feroni e della torre dei Gianfigliazzi, mentre si costruì quella sui tre prospetti di palazzo Strozzi.
Un ostacolo veniva considerato il restringimento all'altezza del palazzo Tornabuoni. Per questo il palazzo venne "tagliato" dopo il 1857, per i lavori di allargamento della via, ricostruendo una nuova facciata con l'antica loggetta seicentesca spostata all'angolo opposto. Nei primi anni del Novecento la via assunse l'aspetto definitivo attuale, con la sistemazione di Palazzo Dudley di Adolfo Coppedè.
In occasione del corteo ufficiale di Benito Mussolini e Adolf Hitler del 9 maggio 1938 la strada venne dotata di una doppia fila di fanali, rimasti fino agli anni settanta.
Dal 24 giugno 2011, la strada è stata pedonalizzata.

## Edifici
Sulla strada e alle sue estremità si affacciano numerosi palazzi storici. Tra i più importanti:
Lato est, partendo dall'Arno

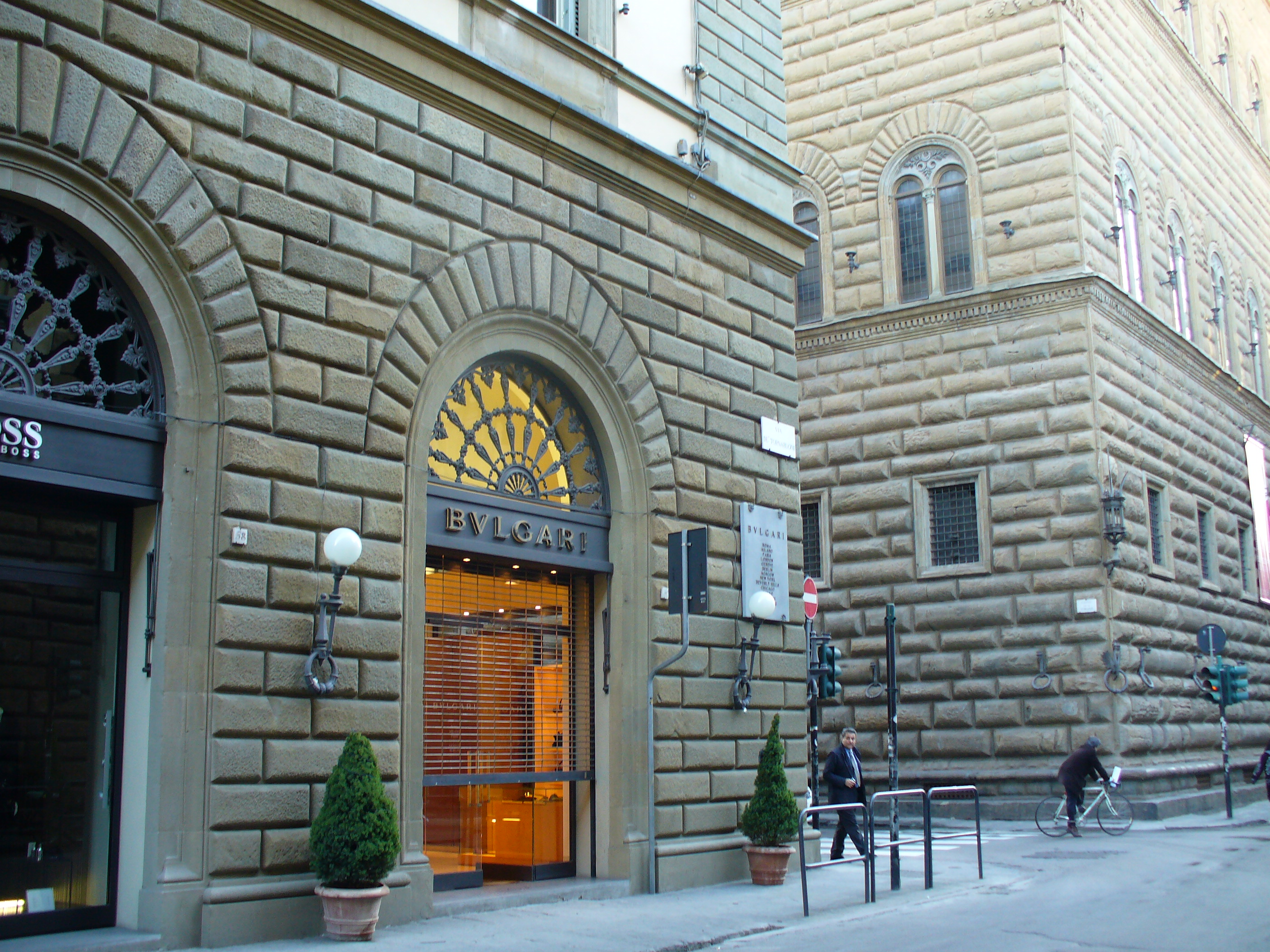
Palazzo Corsi e Palazzo Strozzi

- Palazzo Spini Feroni, di impianto trecentesco, oggi sede del Museo Salvatore Ferragamo;
- Palazzo Buondelmonti (in piazza Santa Trinita), tipico esempio dell'edilizia residenziale patrizia della fine del Quattrocento;
- Palazzo Bartolini Salimbeni (in piazza Santa Trinita), di Baccio d'Agnolo, eseguito tra il 1517 e il 1520 in stile romano;
- Palazzo Medici Tornaquinci, già Cambi del Nero, quattrocentesco, prende il nome da quello di una famiglia nata fondendo un ramo della famiglia Medici e uno dei Tornabuoni;
- Palazzo Altoviti Sangalletti, che ospitava dall'Ottocento il Caffè Doney;
- Palazzo Strozzi, uno dei più bei palazzi rinascimentali di Firenze, di Benedetto da Maiano e Simone del Pollaiolo, costruito tra il 1489 e il 1534;
- Palazzo Tornabuoni, già Corsi, imponente edificio che occupa quasi tutto un isolato; fu costruito nel tardo Cinquecento, ma "tagliato" in occasione dell'allargamento ottocentesco della strada;

Lato ovest, partendo dall'Arno

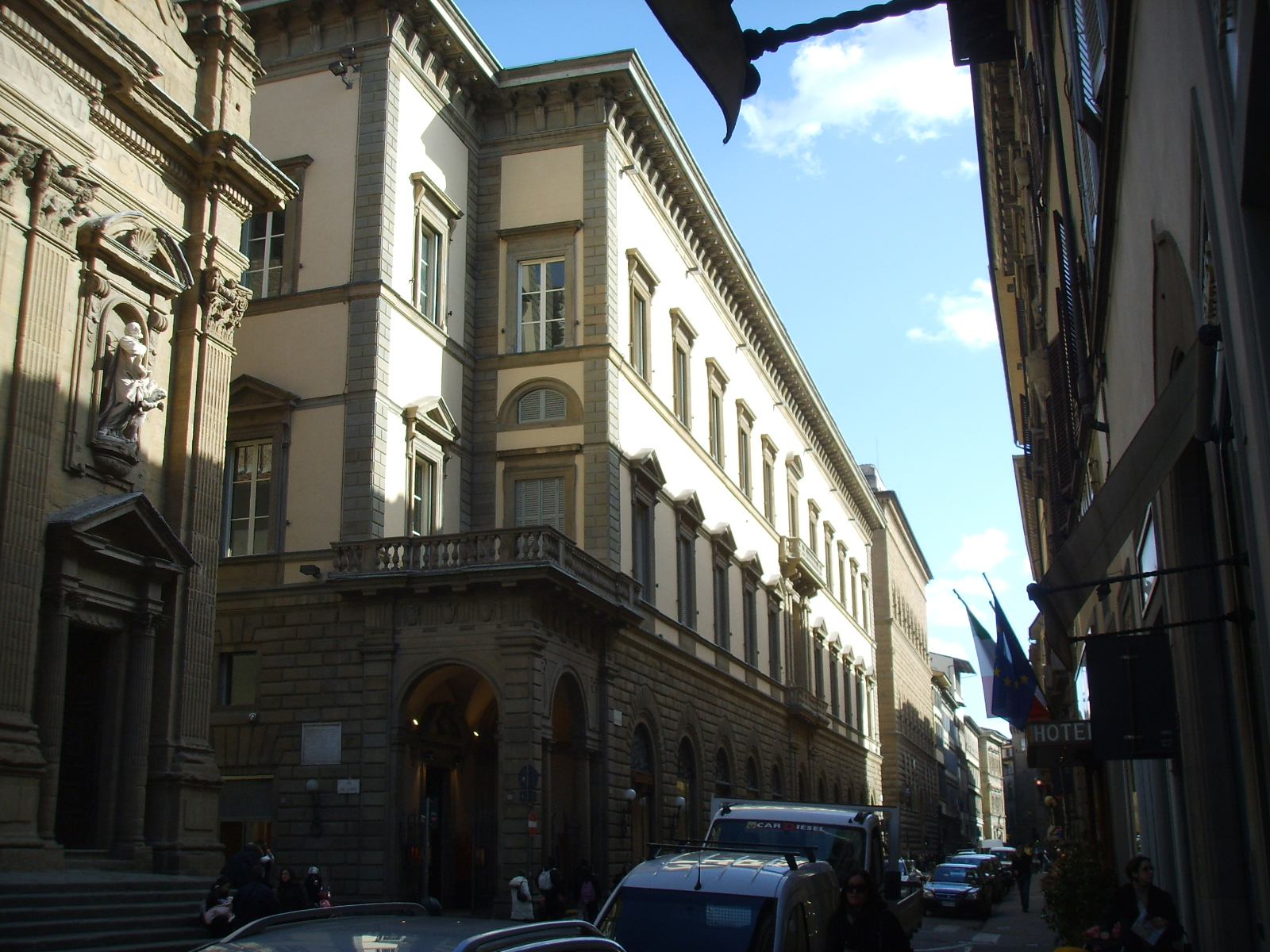
Palazzo Corsi-Tornabuoni

- Palazzo Piccioli, angolo Lungarno Corsini
- Torre dei Gianfigliazzi, del XIII secolo, eretta da una delle più ricche famiglie fiorentine dell'epoca;
- (piazza Santa Trinita con la basilica di Santa Trinita)
- Palazzo Minerbetti, il primo dopo piazza Santa Trinita, di impianto trecentesco;
- Palazzo Strozzi del Poeta (o Giaconi), così chiamato perché il proprietario Giovan Battista Strozzi era un letterato;
- Palazzo del Circolo dell'Unione (già Corsi e della Commenda da Castiglione), edificato dal 1559 dal Vasari;
- Palazzo Gherardi Uguccioni o Alamanni, restaurato nei primi anni dell'Ottocento;
- Palazzo Dudley, già di Orazio Rucellai, con la loggetta incuneata tra via della Vigna Nuova e via della Spada;
- Palazzo Viviani della Robbia, di Giovan Battista Foggini;
- Palazzetto Tornabuoni, fu quasi una dépendance dell'antistante grande palazzo Tornabuoni
- Palazzo Larderel, già Palazzo Giacomini, di Giovanni Dosio;
- Palazzo Beccanugi, decorato da affreschi e stucchi;
- Palazzo Antinori (in piazza Antinori), costruito tra il 1461 e il 1469 da Giuliano da Maiano.

Al termine della strada, ormai su piazza Antinori, si trova anche la teatina chiesa di San Gaetano, capolavoro del barocco fiorentino.

## La strada oggi

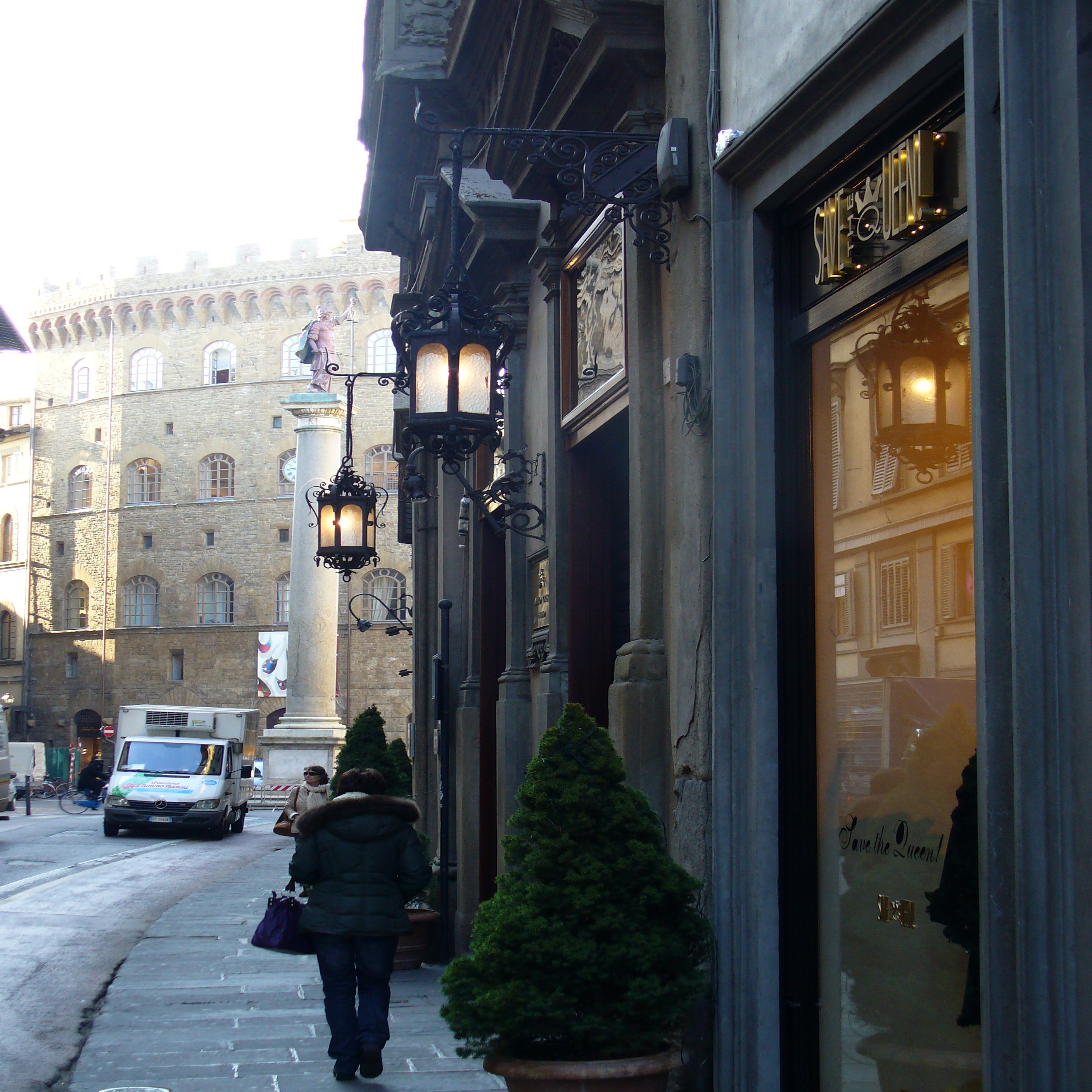
Boutique in via de' Tornabuoni

La strada ancora oggi mantiene un'atmosfera raffinata, ma il proliferare delle boutique (Gucci e Ferragamo in primo luogo, maison fiorentine), ha reso la strada una fashion victim, cioè vittima della moda, nel senso che i suoi antichi esercizi storici hanno dovuto negli ultimi anni cedere il passo al business più redditizio dell'alta moda. Fra i locali storici chiusi negli ultimi 20 anni ci sono la prestigiosa Libreria Seeber, attiva dal 1865, o il Caffè Casoni, dove fu inventato il famoso cocktail Negroni.
Inoltre questa zona, essendo fra le più costose della città, è praticamente spopolata la sera e nei fine settimana, quando sono chiusi i lussuosi negozi nonché le banche, gli studi di medici, di architetti e di avvocati, uniche attività a potersi permettere la zona. Negli ultimi anni si è cercato di evitare la totale "devitalizzazione" della via facendo sì, per esempio, che il negozio di moda (di Roberto Cavalli) che ha sostituito il Caffè Giacosa mantenesse al suo interno un caffè, come luogo di incontro, oltre che di shopping.